# Acleris thylacitis
Acleris thylacitis is een vlinder van de familie van de bladrollers (Tortricidae). De wetenschappelijke naam van deze soort is voor het eerst voorgesteld als Peronea thylacitis door Edward Meyrick in een publicatie uit 1920.
De soort komt voor in Kameroen, Equatoriaal-Guinea, Oeganda en Kenia.